# Владимиров, Василий Сергеевич
Васи́лий Серге́евич Влади́миров (9 января 1923, Дяглево, Новоладожский уезд, СССР — 3 ноября 2012, Одинцовский район, Московская область) — советский и российский математик, доктор физико-математических наук (1959), действительный член АН СССР (1970, с 1991 — РАН), Герой Социалистического Труда (1983), лауреат Сталинской премии (1953) и Государственной премии СССР (1987). Специалист по вычислительной математике, квантовой теории поля, теории аналитических функций многих комплексных переменных, уравнениям математической физики.

## Биография
Родился в крестьянской семье Сергея Ивановича и Марии Семёновны Владимировых. Прадед по отцовской линии был крепостным. У отца было два брата и три сестры. Двоюродный брат В. С. Владимирова — Герой Советского Союза Пётр Евстафьевич Лавров.
Отец закончил два класса церковно-приходской школы. В его семье было пять детей. До организации колхозов он вёл крестьянское хозяйство, непродолжительное время состоял в колхозе, осенью 1934 года стал работать в местном леспромхозе рабочим. В первые дни Великой Отечественной войны был призван на фронт, в 1944 году пришло извещение о том, что С. И. Владимиров пропал без вести (в 1991 году стало известно о его смерти в немецком плену в 1944 году). По материнской линии предки также были крестьянами.
В 1937 Василий закончил семилетнюю школу (крестьянской) колхозной молодёжи. В том же году, получив на вступительных экзаменах в Ленинградский Гидролого-метеорологический техникум пять отличных оценок и одну оценку хорошо, был принят в техникум несмотря на слишком юный возраст. На втором году обучения в техникуме случайно оказался в ЛГУ, произведшем сильнейшее впечатление, зародившее желание поступить туда на учёбу. Через преподавателей техникума ему удалось договориться о зачислении на четвёртый (выпускной) курс вечернего рабфака Наркомчерпрома СССР при условии сдачи вступительных экзаменов и досдаче курсов средней школы. В 1939 году получил аттестат о среднем образовании, дававшем право поступать в любой ВУЗ страны без экзаменов. Но в приёмной комиссии ЛГУ получил отказ в зачислении в студенты из-за того, что на 1 сентября ему не исполнилось 17 лет. Настойчивые хлопоты и обращение с письмом к Председателю Комитета по делам высшей школы С. В. Кафтанову позволили получить ответ, в котором ректору ЛГУ разрешалось допустить его к приёму в порядке исключения. Поступил на физический факультет ЛГУ. Летом 1941 года окончил два курса.
С началом Великой Отечественной войны участвовал в строительстве оборонительных сооружений под Ленинградом. В Красную Армию был призван в конце августа 1941 года, стал курсантом Военно-автомобильного училища ВВС ЛФ, где приобрёл специальность водителя гусеничных машин. Участник Великой Отечественной войны, с ноября 1941 года служил на различных военных авиабазах под Ленинградом рядовым, трактористом, метеорологом. Демобилизован 25 октября 1945 года. Награждён медалью «За победу над Германией в Великой Отечественной войне 1941—1945 гг.»
При возобновлении учёбы в ЛГУ перевёлся на третий курс математико-механического факультета, в 1948 году окончил его с отличием по кафедре теории чисел.
Кандидат физико-математических наук (1953). Тема диссертации: «Численное решение кинетического уравнения для сферы» (научный руководитель Н. Н. Боголюбов).
Доктор физико-математических наук (1960). Тема диссертации: «Об интегро-дифференциальном уравнении переноса частиц».
В 1965 году присвоено звание профессора. 26 ноября 1968 года избран членом-корреспондентом АН СССР. 24 ноября 1970 года избран академиком АН СССР.
В 1971—2002 годах был членом Бюро, а в 1980—1987 годах — заместителем академика-секретаря Отделения математических наук АН СССР. В 1975—1988 годах возглавлял Экспертный совет по математике и механике Высшего аттестационного комитета СССР. С 1969 года — член редколлегии журнала «Теоретическая и математическая физика», 21 год был заместителем главного редактора. В 1993—2002 годах — заместитель главного редактора журнала «Доклады Академии наук». С 1971 года — член редколлегии, а в 1984—2002 годах — главный редактор журнала «Известия Академии наук. Серия математическая».
В 1991 году перерегистрирован академиком РАН.
Похоронен на Троекуровском кладбище (участок 26, родственное захоронение).

## Научная деятельность
В дипломной работе, выполненной под руководством Б. А. Венков, построил первый пример совершенной, но не предельной квадратичной формы с 6 переменными (подтверждение гипотезы Вороного). Кроме того, нашёл необходимые условия на решётку для плотнейшего расположения трёхмерных выпуклых тел (не опубликовано). Получил диплом с отличием (1948).
По рекомендации Л. В. Канторовича был приглашён на работу в ЛОМИ. С 1948 года в группе Канторовича — младший научный сотрудник, занимался расчётами по атомному проекту. В мае 1950 года за успешное выполнение специального задания получил премию 5000 рублей.
В ноябре 1950 года был освобождён от работы в ЛОМИ и переведён в Арзамас-16 (опять же по рекомендации Л. В. Канторовича), где разворачивались работы по созданию водородных зарядов. Заведующий группой в отделе Н. Н. Боголюбова. Занимался численными методами расчёта критических параметров многослойных ядерных систем (РДС — Ракетный двигатель Сталина). Предложил (1951) метод характеристик (часто называемый в литературе методом Владимирова). В 1950—1953 годах вручную были рассчитаны десятки вариантов многослойных зарядов для водородной бомбы. За выполненную работу вместе с Н. Н. Боголюбовым был удостоен Сталинской премии (1953).
29 июня 1953 года защитил кандидатскую диссертацию «Численное решение кинетического уравнения для сферы», научный руководитель Н. Н. Боголюбов
В январе 1955 года был переведён в ЦНИИ-58.
С июня 1956 года работает в МИАНе. В июне 1959 года защитил диссертацию «Об интегро-дифференциальном уравнении переноса частиц» на соискание учёной степени доктора физико-математических наук.
С 2008 года работает в Московском университете в должности профессора на кафедре общей математики ВМК МГУ (по совместительству).
Исследована краевая задача для уравнения переноса: корректность, новый вариационный принцип, граничные условия в методе сферических гармоник, особенности решений.
Создан метод численного решения кинетического уравнения для многослойного шара и доказана его сходимость и устойчивость. Предложен метод факторизации для численного решения уравнения диффузии для многослойного шара и доказана его сходимость и устойчивость. Разработано применение метода Монте-Карло для решения задач переноса нейтронов и излучения. Предложена квадратурная формула типа Симпсона для приближённого вычисления винеровских интегралов и доказана её сходимость. Доказана теорема о «С-выпуклой оболочке» и даны её применения в аксиоматичекой квантовой теории поля: доказательство дисперсионных соотношений, теорема о «конечной ковариантности» (с Н. Н. Боголюбовым).
Дано теоретическое объяснение автомодельного поведения форм-факторов глубоконеупругих процессов лептон-адронного рассеяния при высоких энергиях и больших переданных импульсах на основе аксиоматики Боголюбова (с Н. Н. Боголюбовым, А. Н. Тавхелидзе и Б. И. Завьяловым). Исследована алгебра голоморфных функций медленного роста в трубчатых областях над конусом (граничное поведение, интегральные представления, преобразование Фурье) и указаны применения к многомерной задаче линейного сопряжения голоморфных функций, к индикатрисе роста плюрисубгармонических функций, к голоморфным функциям с положительной вещественной частью. Подробнее рассмотрен специальный случай трубы будущего. Изучены многомерные линейные пассивные системы относительно причинного конуса. Построена многомерная тауберова теория для обобщённых функций (с Ю. Н. Дрожжиновым и Б. И. Завьяловым). А также решены многие другие задачи в области математики, теоретической физики и механики.
Изучен оператор дробного дифференцирования обобщённых функций р-адических аргументов. Исследованы уравнения движения тахионов р-адических открытых, замкнутых и открыто-замкнутых струн.
Являлся членом редколлегии журналов «Доклады РАН» и «Теоретическая и математическая физика».
Читал курс «Уравнения математической физики» (в студенческом слэнге — урматы) в МФТИ и стал автором одноимённого учебника для ВУЗов.

## Премии и награды
- Герой Социалистического Труда (1983, «за большие заслуги в развитии и подготовке научных кадров»)
- два ордена Ленина (1975, 1983)
- два ордена Трудового Красного Знамени (1967, 1973)
- Орден Отечественной войны II степени (1985)
- 18 медалей
- Сталинская премия второй степени (1953) — за расчётно-теоретические работы по изделию РДС-6с и РДС-5
- Государственная премия СССР (1987)
- Премия Правительства Российской Федерации в области образования — за работу «Углублённая математическая подготовка студентов инженерно-физических и физико-технических специальностей университетов» — за 2002 год — (совместно с Д. В. Беклемишевым, Е. С. Половинкиным, В. К. Романко, М. И. Шабуниным, С. М. Никольким и Г. Н. Яковлевым)[7]
- Премия Фонда содействия отечественной науке в номинации «Выдающиеся учёные» (2004)[8]
- Золотая медаль имени А. М. Ляпунова Президиума АН СССР (1971)
- Золотая медаль имени Н. Н. Боголюбова Президиума РАН (1999)
- Премия Боголюбова Президиума НАН Украины (1997)
- Золотая медаль Бернарда Больцано Академии наук Чехословакии
- Иностранный член Саксонской академии наук (Лейпциг)
- Иностранный член Сербской академии наук и искусств (Белград)
- Иностранный член Воеводинской Академии наук и искусств (Нови Сад)
- Член Московского математического общества
- Почётный член Чехословацкого общества математиков и физиков (Прага)
- Член Международной ассоциации по математической физике (IAMP)
- Член Американского математического общества (AMS)

Входил в состав редколлегий ряда иностранных математических журналов. В честь В. С. Владимирова назван астероид (10324) Vladimirov, открытый астрономом Л. Г. Карачкиной в Крымской астрофизической обсерватории 14 ноября 1990 года.

## Основные работы
- Владимиров В. С. Методы теории функций многих комплексных переменных М., 1964;
- «Математические задачи односкоростной теории переноса частиц» (1970);
- Владимиров В. С. Преобразование Лапласа обобщённых функций медленного роста // ВИНИТИ АН СССР — Современные проблемы математики — Новейшие достижения — 1973 — том 01 (гл.3);
- Владимиров В. С. Обобщённые функции в математической физике. М., 1976 (2-е изд. М., 1979);
- Владимиров В. С., Дрожжинов Ю. Н., Завьялов Б. И. Многомерные тауберовы теоремы для обобщенных функций. М., 1986;
- Владимиров В. С. Обобщённые функции и их применение // «Новое в жизни, науке и технике» — серия 19 — Математика и кибернетика — 1990. — Т. 1;
- Владимиров В. С., Волович И. В., Зелёнов Е. И. P-адический анализ и математическая физика М., 1994;
- Methods of the Theory of Generalized Functions, London and N.York, Taylor and Francis, 2002
  - Владимиров В. С., Вашарин А. А. и др. Сборник задач по уравнениям математической физики М., 2003;
- Владимиров В. С. Таблицы интегралов комплекснозначных функций p-адических аргументов // МИАН — Современные проблемы математики — 2003 — том 02;

### Учебные пособия
- Владимиров В. С. Уравнения математической физики М., 1967 (4-е изд. 1981, 5-е изд. 1988, 6-е изд. 2000; переведена на 9 языков);
- Владимиров В. С. Сборник задач по уравнениям математической физики. М., 2001;
- Владимиров В. С., Жаринов В. В. Уравнения математической физики. М., 2004;

### Научно-популярные и научно-исторические труды
- Владимиров В. С. Н. Н. Боголюбов и математика // Физика элементарных частиц и атомного ядра, 2000, том 31, вып. 7А;
- Владимиров В. С. Что такое математическая физика. М., 2006.